# Gerocarne
Gerocarne község (comune) Olaszország Calabria régiójában, Vibo Valentia megyében.

## Fekvése
A megye központi részén fekszik. Határai: Arena, Dasà, Dinami, Francica, Mileto, Serra San Bruno, Sorianello, Soriano Calabro, Spadola és Stefanaconi.

## Története
Az első említése Geracarne néven a 13. századból származik. A 19. század elején vált önálló községgé, amikor a Nápolyi Királyságban felszámolták a feudalizmust.

## Népessége
A lakosság számának alakulása:

## Főbb látnivalói
- Santa Maria dei Latini-templom